# Lloyd's building
Lloyd's Building är en kontorsbyggnad i centrala London Storbritannien. Byggnaden är ritad av Richard Rogers och blev uppmärksammad för sitt innovativa high tech-design. Den ser ut att vara ut och in då konstruktion och kommunikationssystem bildar fasad utanpå byggnaden.   
Lloyd's Building uppfördes 1978-1986 och är bas för försäkringsinstitutionen Lloyd's of London.

## Galleri

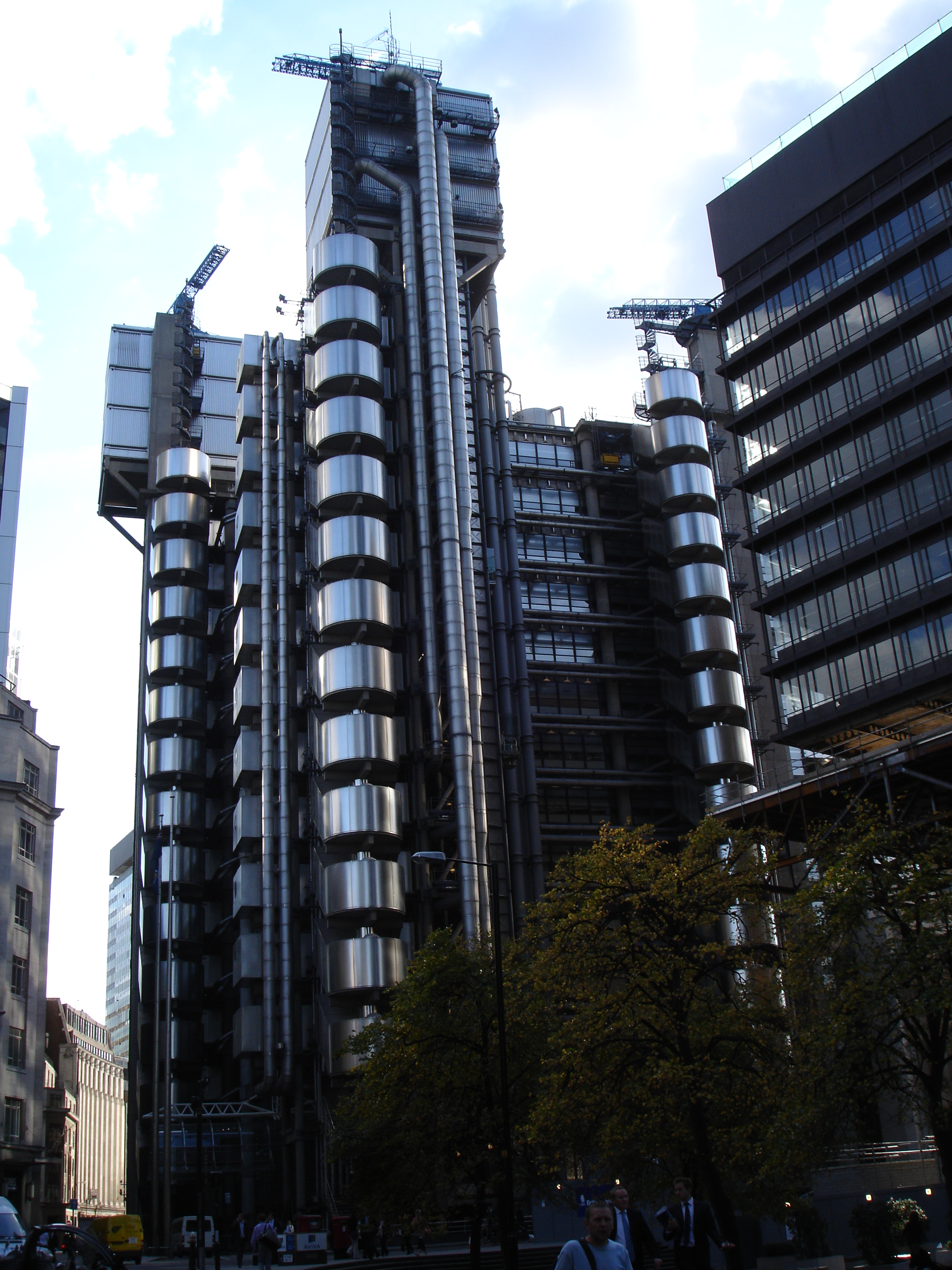
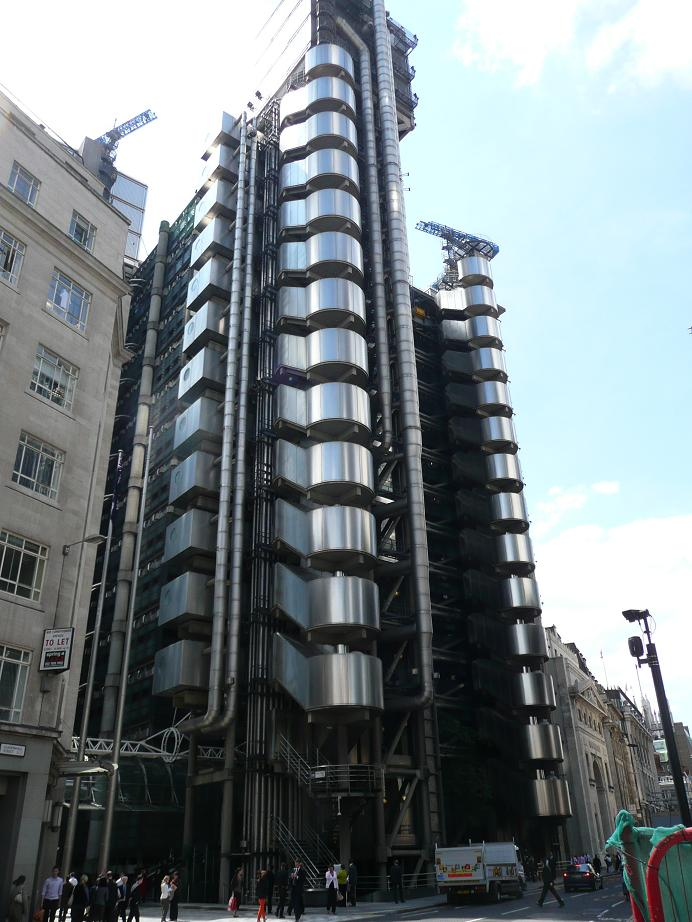
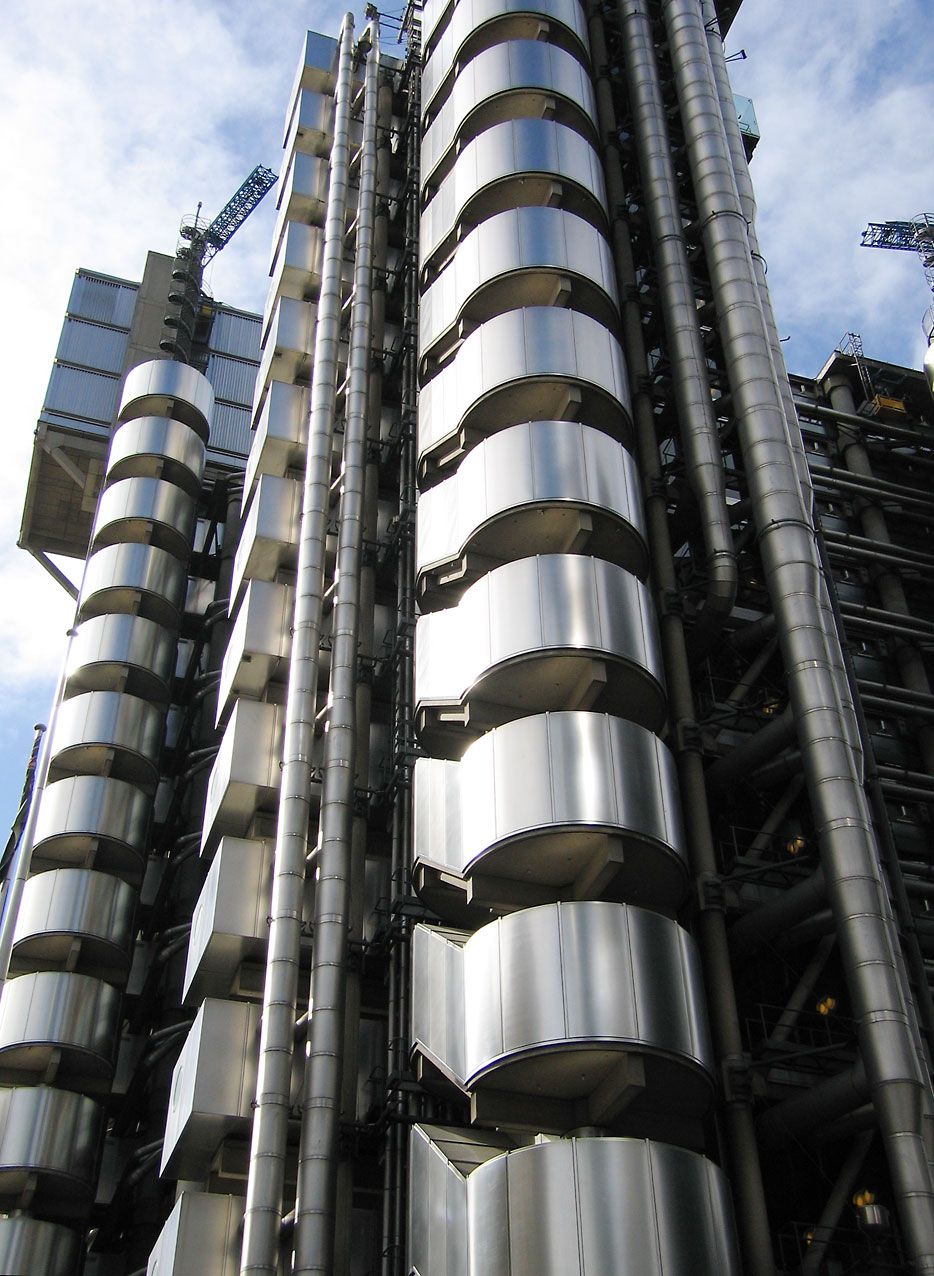
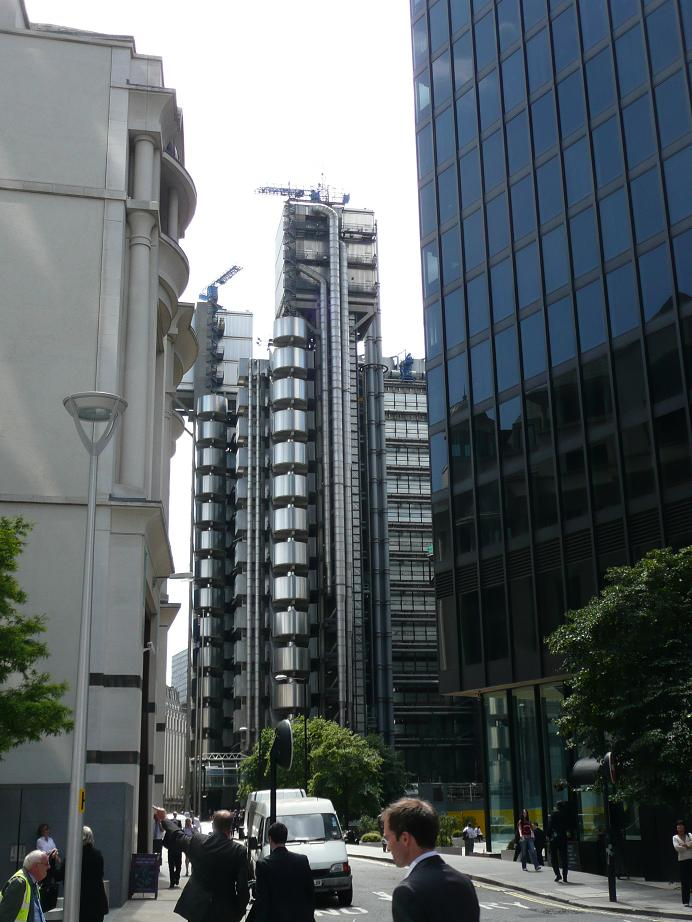
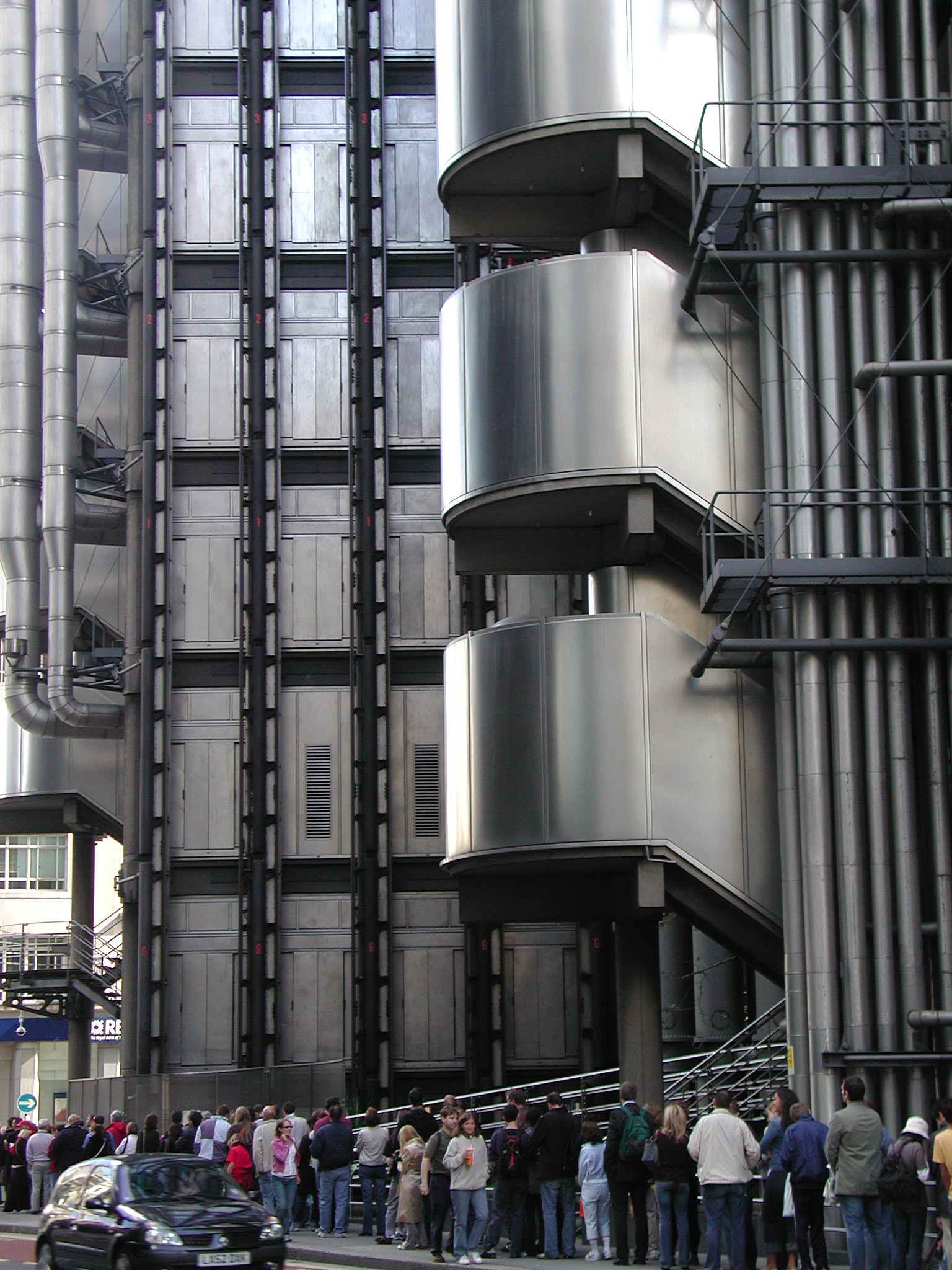
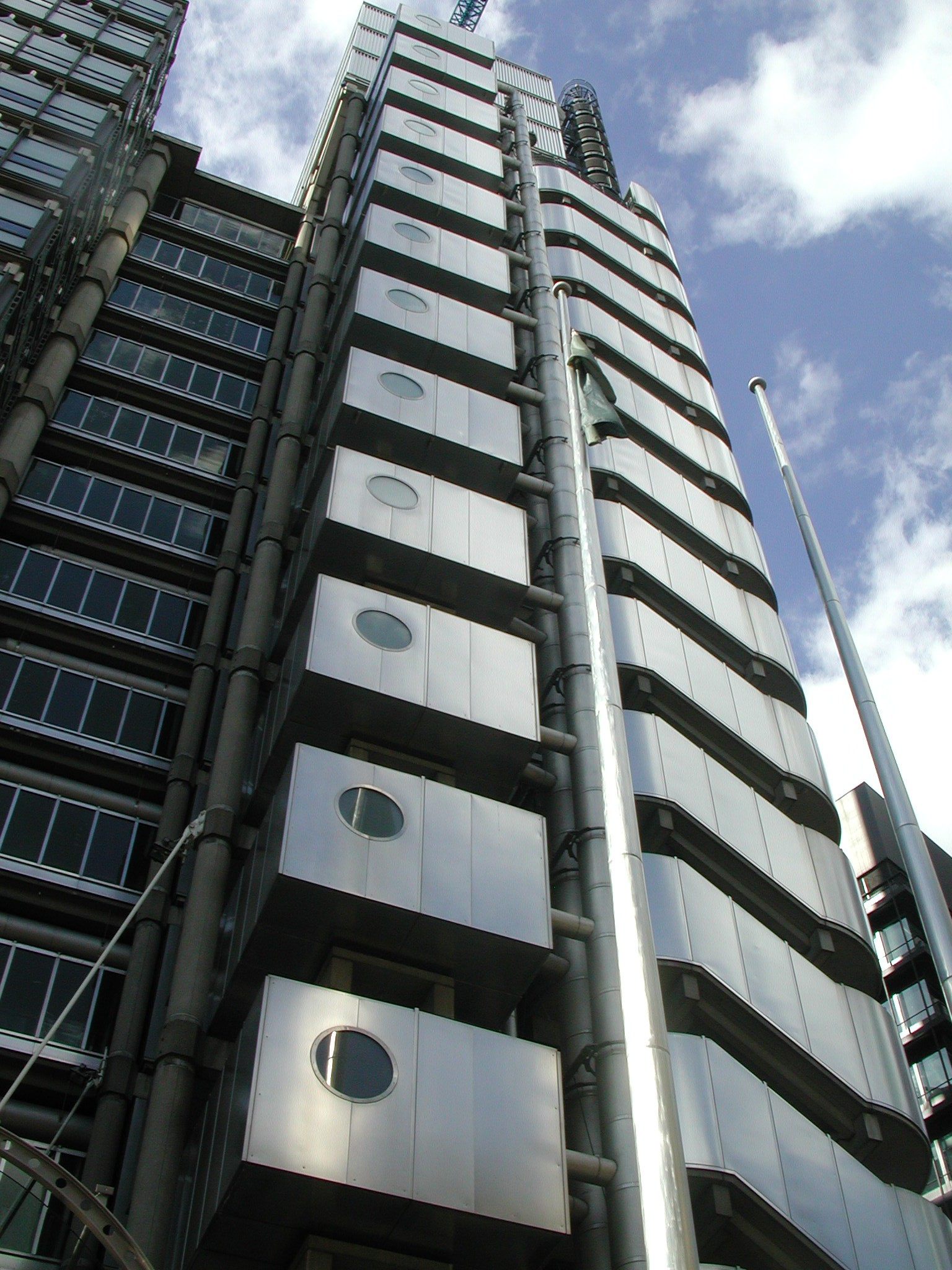
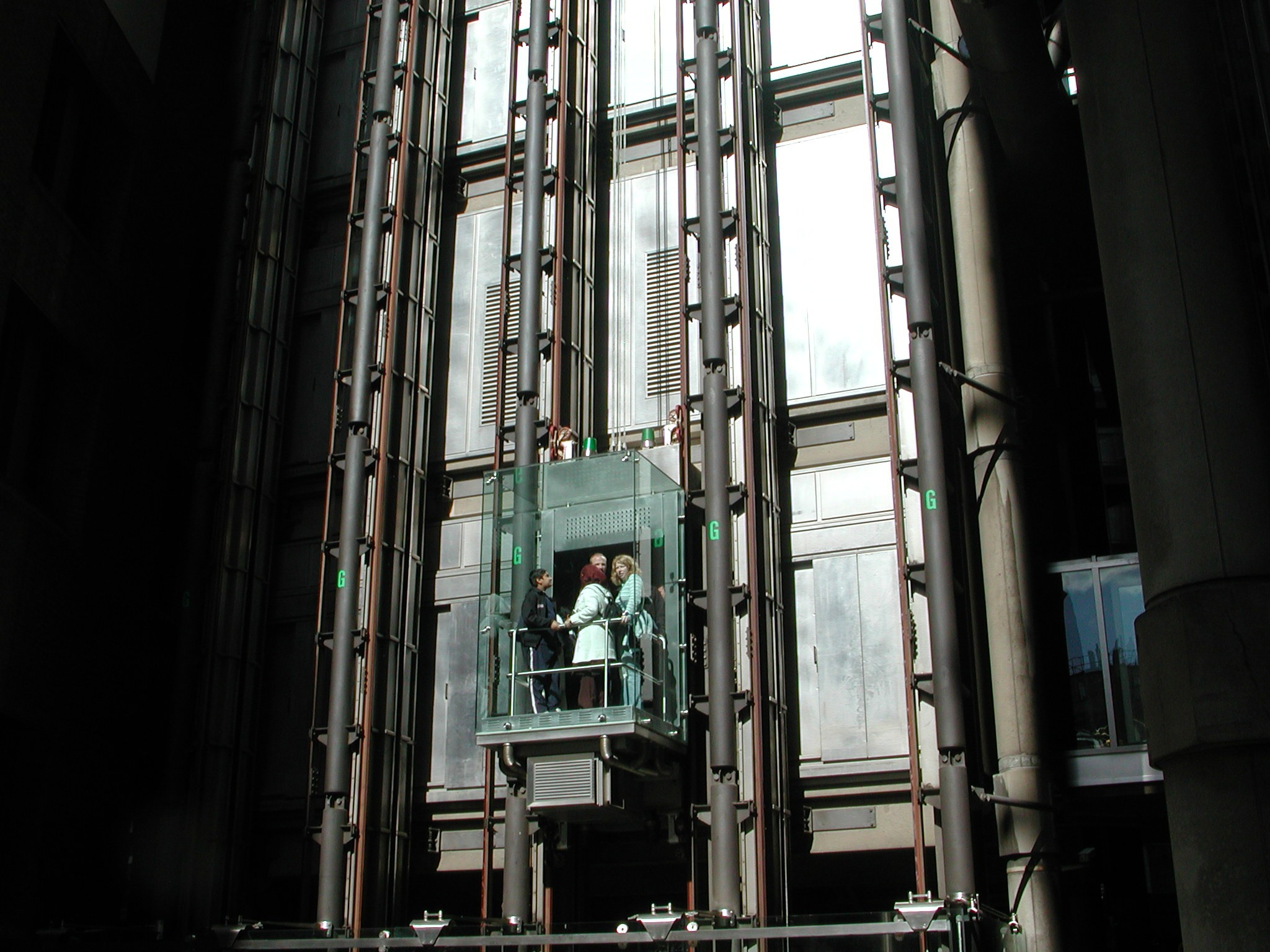
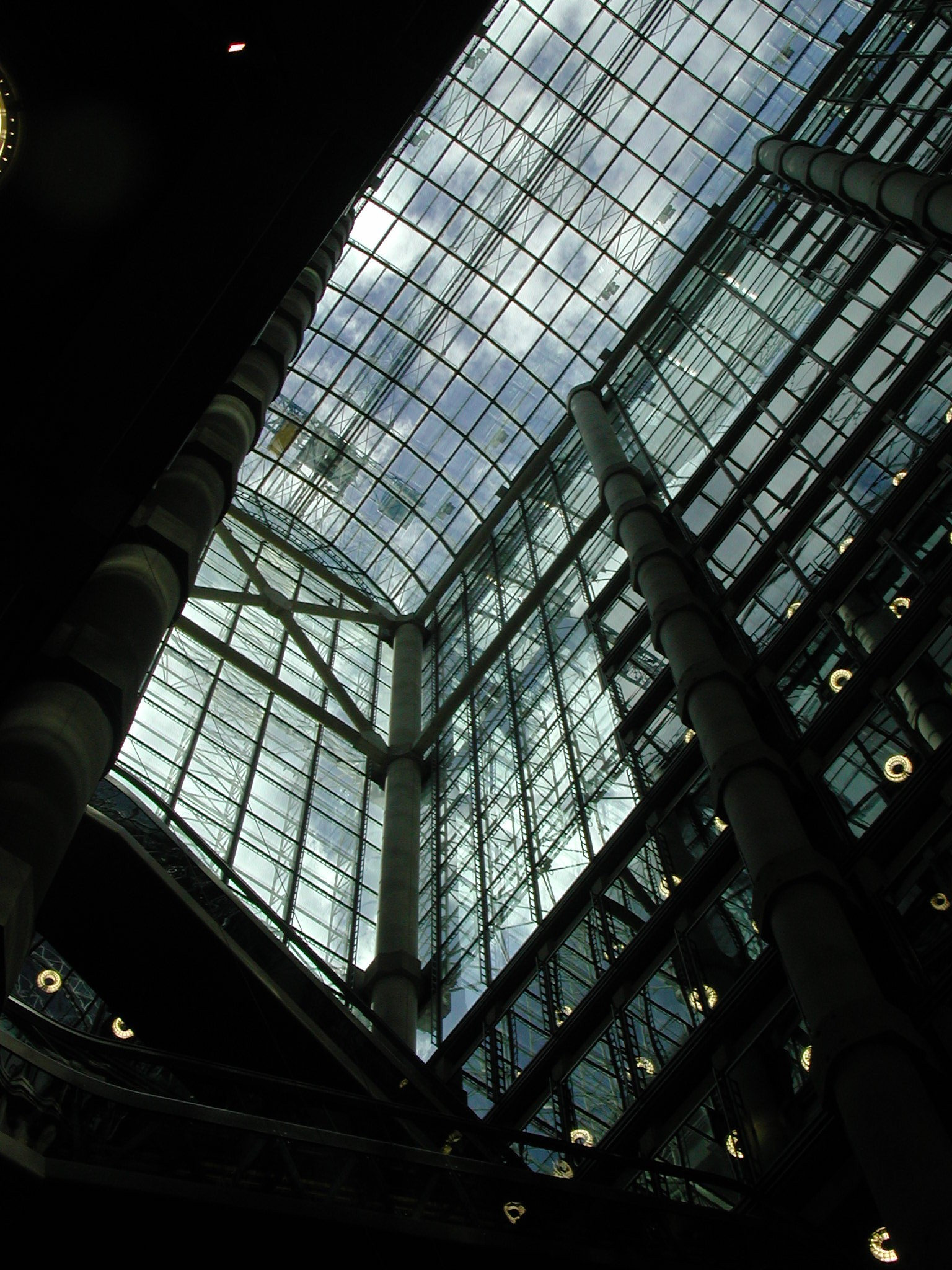
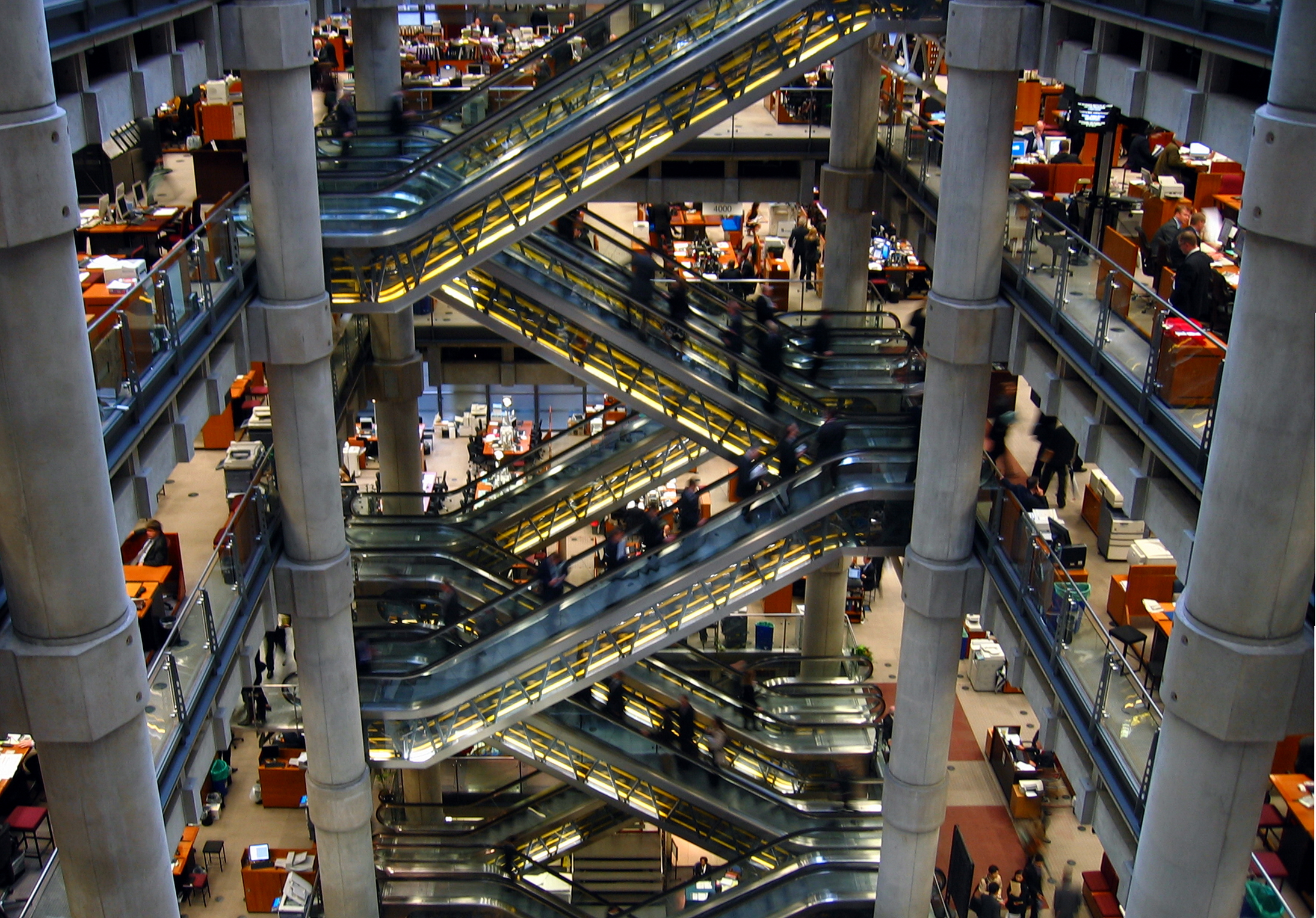
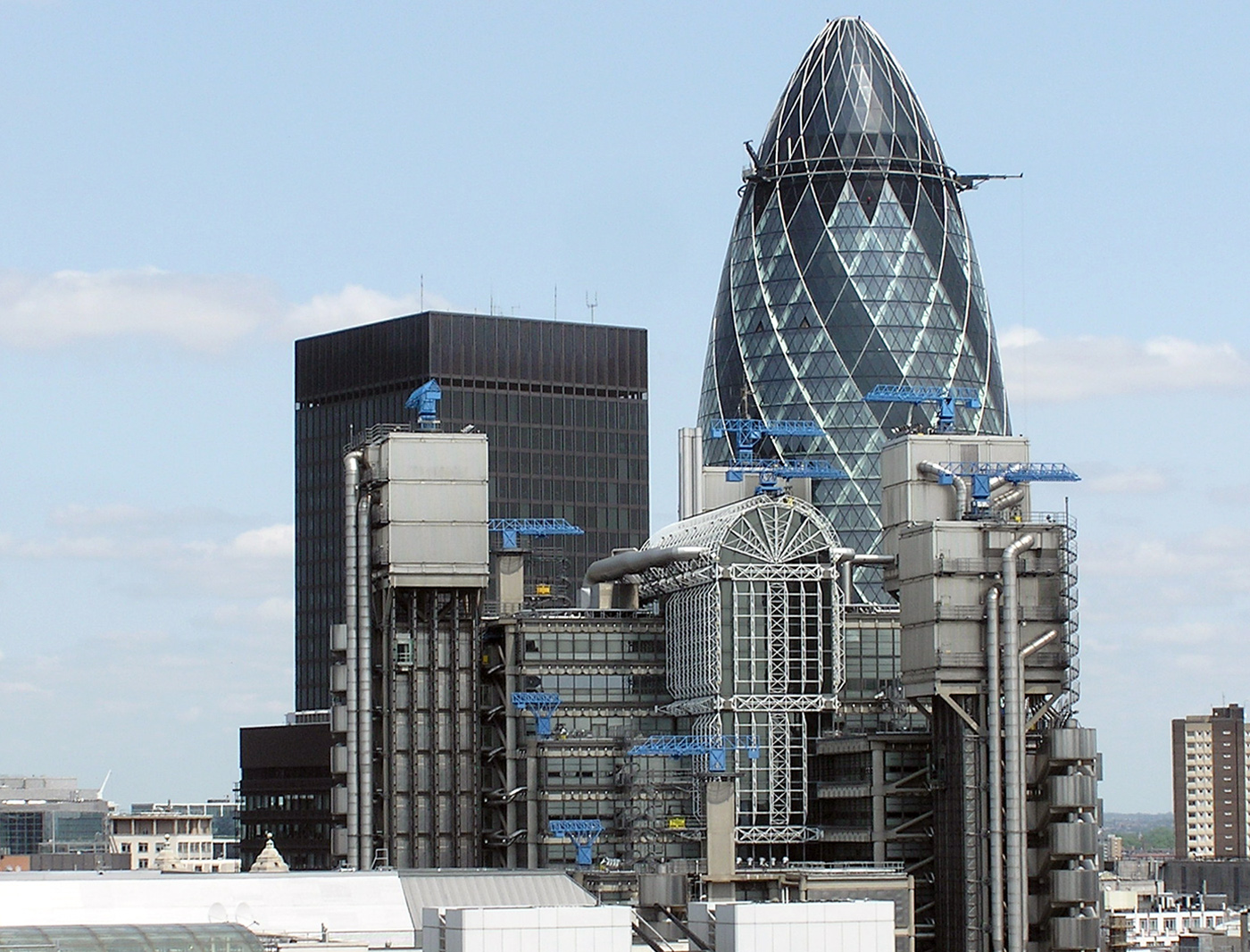